# Dolicharthria daralis
Dolicharthria daralis is een vlinder uit de familie van de grasmotten (Crambidae), uit de onderfamilie van de Spilomelinae. De wetenschappelijke naam van deze soort is voor het eerst voorgesteld als Stenia daralis door Pierre Chrétien in een publicatie uit 1911.
De soort komt voor in Spanje (vasteland, Canarische Eilanden), Marokko, Algerije, Tunesië, Libië, Israël en Oman.